# Jean Paul
Jean Paul, s polnim imenom Johann Paul Friedrich Richter, nemški pisatelj, * 21. marec 1763, Wunsiedel, Bavarska, Nemčija, † 14. november 1825, Bayreuth, Bavarska, Nemčija. Z literarnega vidika ga uvrščamo med klasiko in romantiko. »Krivec« za spremembo imena je Jean-Jacques Rousseau, saj je bil Jean Paul njegov velik občudovalec. 

## Otroštvo in mladost
Johann Paul Friedrich Richter, ki se je kasneje preimenoval v »Jeana Paula«, se je rodil kot sin učitelja in organista v Wundsiedlu. Leta 1765 je njegov oče postal pastor v Joditzu in dobil leta 1776 boljšo zaposlitev v mestu Schwarzenbach ob Saali. Ozračje protestantskega župnišča je zaznamovalo njegovo otroštvo. Prek Ercharda Friedricha Vogla, ki je bil učitelj in župnik v sosednjem kraju Rehau, je prišel Jean Paul v stik z razsvetljenstvom. Stran od politično-literarnih središč svojega časa je bil Jean Paul samouk in je imel pri 15 letih že obširno književno znanje. Leta 1779 je pričel obiskovati gimnazijo v kraju Hof, kjer je spoznal svojega mladostniškega prijatelja Johanna Bernharda Hermanna, ki je postal zgled za številne junake njegovih romanov, kot je učitelj v delu Tiranski profesor (Siebenkäs ). Nekaj mesecev kasneje mu je umrl oče, kar je njegovo družino privedlo v hudo materialno stisko. Gimnazija v Hofu stoji še danes in je poimenovana po njem. Velja kot ena najstarejših gimnazij na Bavarskem in nasploh.

## Študijska leta
Maja 1781 se je Jean Paul vpisal na fakulteto v Leipzigu, a teologije ni študiral z veseljem. Svojo prihodnost je videl kot pisatelj. Po prvih literarnih poskusih je pisal predvsem satire v stilu Jonathana Swifta in Christiana Ludwiga Liscowa, ki so bile leta 1783 natisnjeni v zbirki pod naslovom Grenlandski procesi (Grönländische Prozesse). To pa je bil žal njegov edini uspeh. Leta 1784 se je moral Jean Paul vrniti v Hof k svoji mami. Kako se je tam počutil, je razvidno iz njegovega kasnejšega romana Tiranski profesor. Poleg revščine ga je težila še smrt njegovega prijatelja leta 1786 in samomor brata Heinricha leta 1789. Šele ko je leta 1787 postal privatni učitelj, se je njegova stiska omilila.

## Začetek slave
Niz njegovih literarnih uspehov se je začel leta 1793 z romanom Nevidna loža (Die unsichtbare Loge). Jean Paul je rokopis poslal pisatelju Karlu Philippu Moritzu, ki je bil nad njim navdušen. Z njegovo pomočjo je knjiga hitro dobila založbo v Berlinu. Dotlej je uporabljal psevdonim J. P. F. Hasus, tu pa se je prvič uradno pojavil kot Jean Paul. Nevidna loža je ostal fragment, saj se je Jean Paul posvetil novemu romanu Hesperus (Hesperus oder 45 Hundposttage ).

## Čas vzpona
Na povabilo občudovalke Charlotte von Kalb je Jean Paul leta 1796 obiskal Weimar. V literarnem središču njegovega časa je bil spoštljivo sprejet, a je ostal odnos do klasikov, kot sta Goethe in Schiller, dokaj hladen in odmaknjen. Dve leti kasneje je Jean Paul tudi sam postal »Weimarjanec« in je imel že kar obsežno zbirko literarnih del: Tiranski profesor (1796/97), Življenje Quintusa Fixleina (Das Leben des Quintus Fixlein)(1796), Veseli starec (Der Jubelsenior)(1797), Dolina Kampaner (Das Kampaner Tal)(1797). 
V Weimarju so se nakopičile tudi številne erotične zveze: zaročil se je s Karolino von Feuuchtersleben, kar je zaradi stanovske razlike povzročilo nekaj težav, ko pa so bile te končno odpravljene, je Jean Paul razdrl zaroko. Tudi pri Charlotte von Kalb si je moral izmisliti marsikatero strategijo, da je preprečil poroko. Na koncu pa vseeno ni ušel usodi, in tako je leta 1800 na potovanju v Pariz spoznal Karolino Mayer, s katero sta se leto kasneje poročila. 
Potovanje v Berlin je predstavljalo višek njegove literarne slave: Pruska kraljica Luisa, ki ga je spoznala na dvorcu svoje sestre Charlotte v mestecu Hildburghausen, se je izkazala za navdušeno bralko njegovih del. Ona je Jean Paula prepričala,  da se je oktobra 1800 dokončno preselil v Berlin, kjer se je spoprijateljil z osebnostmi, kot sta brata August Wilhelm in Friedrich Schlegel ter Johann Ludwig Tieck, Friedrich Daniel Ernst Schleiermacher in Johann Gottlieb Fichte.

## Pozna leta
Toda počasi se je pričel Jean Paul spuščati z vrha slave. Njegova naslednja romana Titan (1800-1803) in Nerodna leta (Flegeljahre) (1804/1805) pri bralcih nista več vzbujala takega entuziazma, čeprav sodita danes med njegova najpomembnejša dela.
Leta 1804 se je z ženo in dvema otrokoma preselil v Bayreuth. Tam je živel odmaknjeno z izjemo nekaj potovanj v Bamberg, kjer je obiskal E.T.A Hoffmanna, ali v Heidelberg, kjer so mu na predlog Hegla podelili naziv častnega doktorja. Njegova politična stališča so našla odziv predvsem pri patriotično usmerjenih študentih. Na obisku v Heidelbergu (1817) in Stuttgartu (1819) so ga označili kot »najljubšega pisatelja Nemcev«. 
Njegova deli iz tega časa, kot sta na primer Levana ali nauk o vzgoji (Levana oder Erziehlehre) ali (Dr. Katzenbergers Badereise) , pa niso bila več tako opevana kot dela iz zgodnejšega obdobja. Leta 1813 je Jean Paul pričel pisati svoj zadnji veliki roman Komet (Der Komet), vendar je bila smrt njegovega sina Maxa prevelik udarec, zato je roman ostal fragment. Zadnja leta so ga pogosto pestile bolezni in leta 1823 je obolel za sivo mreno in počasi nato tudi oslepel. 14. novembra leta 1825 je umrl zaradi tekočine v prsni votlini.

## Literarni pomen
Jean Paul zaseda v nemški literaturi posebno mesto in je imel že od nekdaj dva pola bralcev. Pri nekaterih je visoko cenjen, drugi pa le zmajujejo z glavo in niso navdušeni nad njegovimi deli. August Willhelm Schlegel je njegove romane poimenoval kot samogovor, kjer avtor bralcu omogoča sodelovanje. Jean Paul se je vedno poigraval s številnimi komičnimi ter nenavadnimi Njegova dela zaznamuje metaforika in zapleteno dogajanje. 
Posebno bralke cenijo njegove romane, saj Jean Paul zelo nazorno prikaže ženske like. Nikoli prej niso bili ženski liki prikazani s tako psihološko globino, po drugi strani pa lahko tudi pri njem najdemo izrazito misogine elemente.
Podobno mnogovrsten in begajoč kot njegovi romani je bil verjetno tudi značaj Jeana Paula. Bil je zelo družaben in duhovit, hkrati pa tudi zelo čustven ter po srcu večen otrok. Njegova dela vedno znova pokažejo, kako močno ga je zanimala literatura, poleg nje pa tudi druge znanosti, na primer astronomija.   
Pri tako muhastem avtorju ni nič čudnega, da je bilo njegovo razmerje do weimarskih klasikov Goetheja in Schillerja vedno ambivalantno. (Schiller naj bi rekel, da mu je Jean Paul »tuj kot nekdo, ki je padel z lune«). Jean Paul se je vedno nekoliko odmikal od klasike in kljub nekaterim nespornim romantičnim vplivom ga ne moremo šteti niti v romantiko. Tudi tukaj je ohranil distanco ter predvsem čisti humor, za katerega v klasični resnosti in romantični ironiji nikoli ni bilo pravega mesta. Zanj sta bili tako vizija razsvetljenstva kot tudi metafizike neuporabni, a sta kljub temu imeli prostor v njegovi podobi sveta. Omembe vredno je tudi to, da je kot prvi v svojih delih omenil motiv dvojnika ter ga tudi uporabil v več različicah. V delu Tiranski profesorje dvojnika definiral kot osebo, ki vidi samega sebe.

## Jeanu Paulu v spomin
- Nagrada Jeana Paula: Njemu v čast je bila poimenovana velika literarna nagrada Bavarske.
- Njegov doprsni kip je našel svoje mesto v dvorani slave (Ruhmeshalle) v Münchnu.
- Po njem je poimenovana gimnazija v Hofu.

## Dela
- Grenlandski procesi (Grönländische Prozesse, 1783). Satire, pod psevdonimom J.P.F. Hasus
- Izbor iz hudičevih papirjev (Auswahl aus des Teufels Papieren, 1789). Satire, pod psevdonimom J.P.F. Hasus
- Nevidna loža (Die unsichtbare Loge, 1793). Roman.
- Življenje razigranega šomoštra Maria Wutza (Leben des vergnügten Schulmeisterlein Maria Wutz, 1793). Pripoved.
- Hesperus (Hesperus oder 45 Hundposttage, 1795).Roman.
- Življenje Quintusa Fixleina (Leben des Quintus Fixlein, 1796). Pripoved.
- Tiranski profesor (Siebenkäs, 1796-97). Roman.
- Veseli starec (Der Jubelsenior, 1797).
- Dolina Kampaner (Das Kamaner Tal,1797).
- Čudovita družba na silvestrovo (Die wunderbare Gesellschaft in der Neujahrsnacht, 1801).
- Titan (Titan, 1800-03). Roman.
- Dnevnik Giannozza, kapitana zrakoplova (Des Luftschiffers Giannozzo Seebuch, 1801). Pripoved.
- Mala šola estetike (Vorschule der Ästhetik, 1804).
- Nerodna leta (Flegeljahre, 1804-05). Roman.
- Knjižica o svobodi (Freiheitsbüchlein, 1805).
- Levana ali nauk o vzgoji (Levana oder Erziehlehre, 1807).
- Potovanje pridigarja Schmelzla (Des Feldpredigers Schmelzle Reise nach Flätz, 1809). Pripoved.
- Življenje Fibela (Leben Fibels, 1812).
- Komet (Der Komet, 1820-22). Roman.